# Sede titolare di Tamaso
Tamaso (in latino Tamasitana) è una sede titolare vescovile della Chiesa cattolica.

## Storia
Tamaso, nei pressi di Politiko a circa 20 km a sud ovest di Nicosia, è un'antica sede episcopale di Cipro dipendente dall'arcidiocesi di Salamina; unita a Orini, è ancora oggi il nome di una delle diocesi greco-ortodosse della Chiesa ortodossa di Cipro, il cui vescovo risiede a Pano Dheftera.
La diocesi venne fondata in epoca antica. Secondo una remota tradizione, legata agli Atti di san Barnaba, fondatore della chiesa cipriota, primo vescovo di Tamasso sarebbe stato sant'Eraclide, istituito dallo stesso apostolo e che in seguito divenne metropolita di Salamina. Secondo gli Atti di Barnaba, successore di Eraclide sarebbe san Miro. Entrambi questi primi vescovi morirono martiri e sono venerati assieme dalla Chiesa ortodossa il 17 settembre. Storicamente documentati sono i vescovi Ticone, che prese parte al concilio di Costantinopoli del 381; ed Epafrodito, che partecipò al concilio di Calcedonia del 451. Nel secondo millennio sono noti i vescovi, Niceta Hagiostéphanitès, menzionato nel 1176, e Nilo, documentato nel 1210.
Quando l'isola fu conquistata dagli eserciti crociati alla fine del XII secolo, fu istituita la gerarchia di rito latino con il beneplacito di papa Celestino III. Tamaso tuttavia non fu compresa tra le diocesi latine e venne soppressa (1222). La sede greca è stata restaurata nel 2007 con il nome di "metropolia di Tamaso e Orini" (Ιεράς Μητροπόλις Ταμασού και Ορεινής)..
Dal XVIII secolo Tamaso è annoverata tra le sedi vescovili titolari della Chiesa cattolica; la sede è vacante dal 14 maggio 1984.

## Cronotassi dei vescovi titolari
- Pio Angelo Bellingeri † (5 aprile 1756 - ?)
- Walenty Wołczacki, O.P. † (6 giugno 1774 - 8 gennaio 1809 deceduto)
- Francis Joseph Nicholson, O.C.D. † (27 marzo 1846 - 12 maggio 1846 nominato arcivescovo coadiutore di Corfù)
- Alexis Canoz, S.I. † (22 maggio 1846 - 25 novembre 1886 nominato vescovo di Madurai)
- Valeriano Menéndez y Conde † (20 settembre 1887 - 21 maggio 1894 nominato vescovo di Tui)
- Ramón Ríu y Cabanas † (15 luglio 1895 - 18 aprile 1901 nominato vescovo di Urgell)
- Peter James Muldoon † (11 giugno 1901 - 28 settembre 1908 nominato vescovo di Rockford)
- Paul-Albert Faveau, C.M. † (10 maggio 1910 - 23 marzo 1949 deceduto)
- José Rincón Bonilla † (9 dicembre 1950 - 14 maggio 1984 deceduto)